# Leandro Lázzaro
Leandro Hernán Lázzaro Liuni (Buenos Aires, 8 marzo 1974) è un ex calciatore argentino, di ruolo attaccante.

## Carriera
Inizia la sua carriera nelle file del Nueva Chicago per poi passare nel campionato ceco, prima allo Slovan Liberec e poi allo Sparta Praga . Negli anni 2000 arriva in Italia in forza ai campani della Salernitana dove viene ricordato per il gol del 27 gennaio 2002, allo stadio San Paolo, che regalò ai salernitani il pareggio al 94º minuto del derby Napoli-Salernitana. Dopo l'annata a Salerno, gioca nelle serie minori italiane per poi ritornare in Argentina, suo paese natale, dove chiude la carriera nel 2012 nel Instituto.

## Palmarès

### Club

#### Competizioni nazionali
- Coppa della Repubblica Ceca: 1

Slovan Liberec: 1999-2000
- Campionato ceco: 1

Sparta Praga: 2000-2001
- Serie C2: 1

Pro Sesto: 2004-2005